# サム・カインド・オブ・ワンダフル
『サム・カインド・オブ・ワンダフル』（"Some Kind of Wonderful"）はジェリー・ゴフィンとキャロル・キングによって書かれた曲で1961年にドリフターズによってはじめてリリースされた（この曲はジョン・エリソンによって書かれ、1967年にソウル・ブラザーズ・シックスがリリースした同名の別の曲とは関係はない）。
ゴフィン/キングの曲のドリフターズのオリジナル録音は全米ビルボードポップ・チャートで32位に、ビルボードのR&Bレコード・チャートでは6位に達した
注目すべきカバーとしてはマーヴィン・ゲイ（1967年）、ジェイとアメリカンズ（1970年）、キャロル・キング（1971年）、ピーター・シンコッティ、アレッド・ジョーンズとケリス・マシューズ（2007年）、そしてマイケル・ブーブレの4枚目のスタジオアルバム Crazy Love のデラックス・エディション収録バージョン（2010年）などがある。
2枚組のアルバムThe Drifters 24 Original Hits （イギリス、1975年、アトランティック・レコード）では、この曲は誤ってジョン・エリソンにクレジットされた。それとは逆にQティップスのセルフタイトルのデビューアルバム（イギリス、1980年、クリサリス・レコード）では、エリソンの曲が誤ってゴフィンとキングにクレジットされた。